# Georges Petit (sculpteur)
Pour les articles homonymes, voir Georges Petit et Petit.
Georges Petit, né le 14 mars 1879 à Lille, de parents liégeois, et mort le 28 décembre 1958 à Ampsin (commune d'Amay, province de Liège), est un sculpteur belge et un militant wallon.

## Biographie

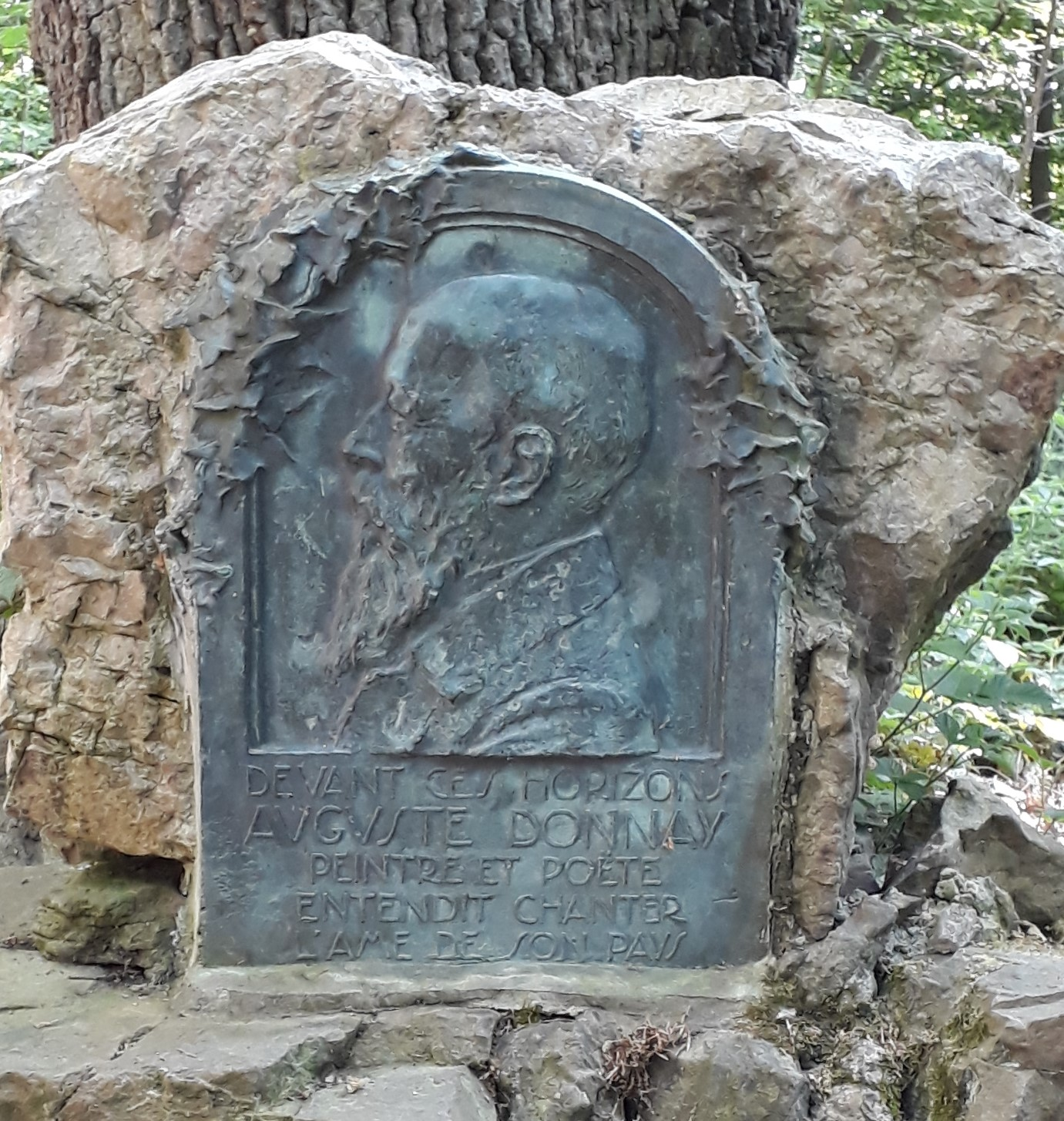
Mémorial Auguste Donnay au sommet du Bois des Manants, sur la crête du coteau de Méry (Esneux)

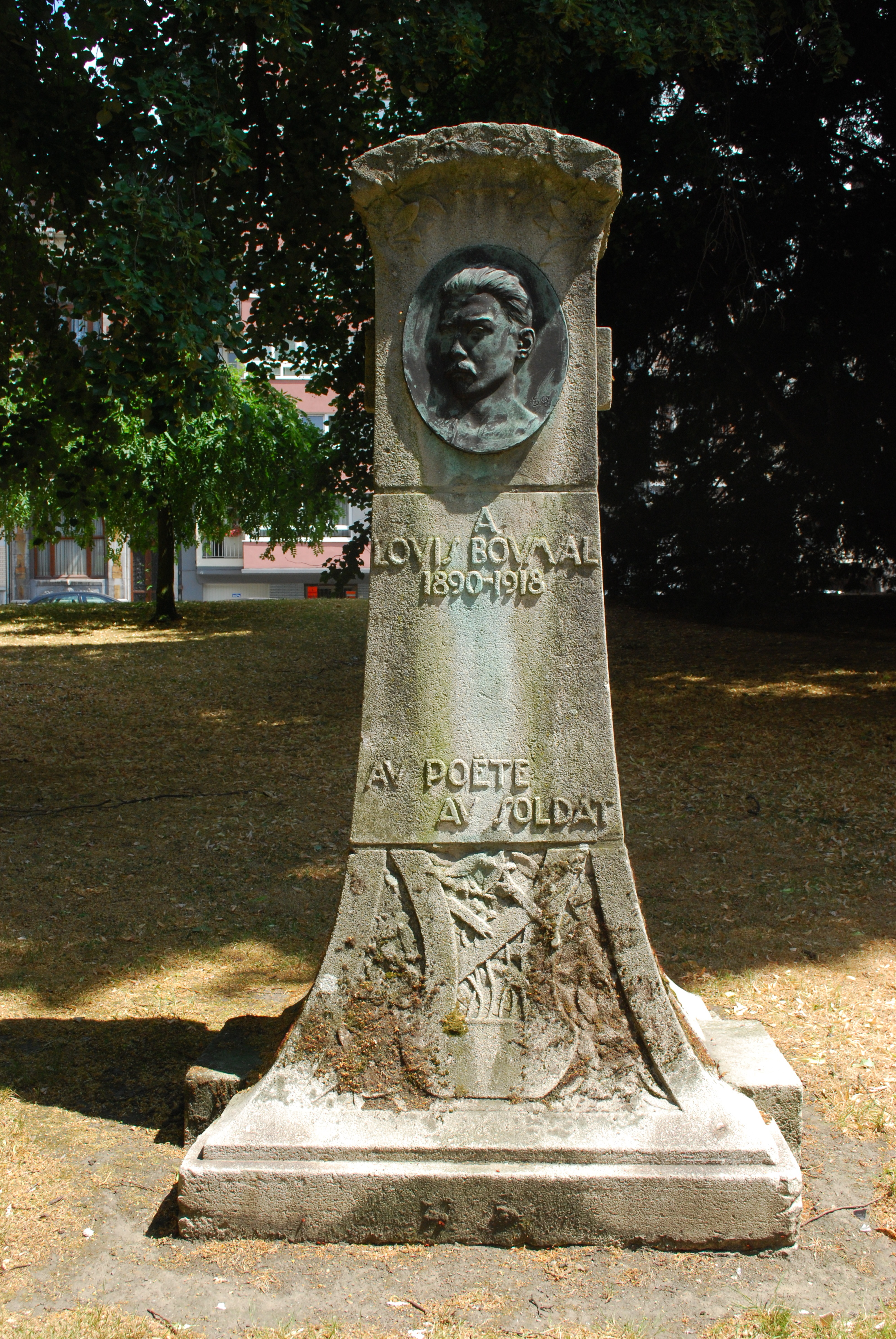
Stèle à la mémoire de Louis Boumal

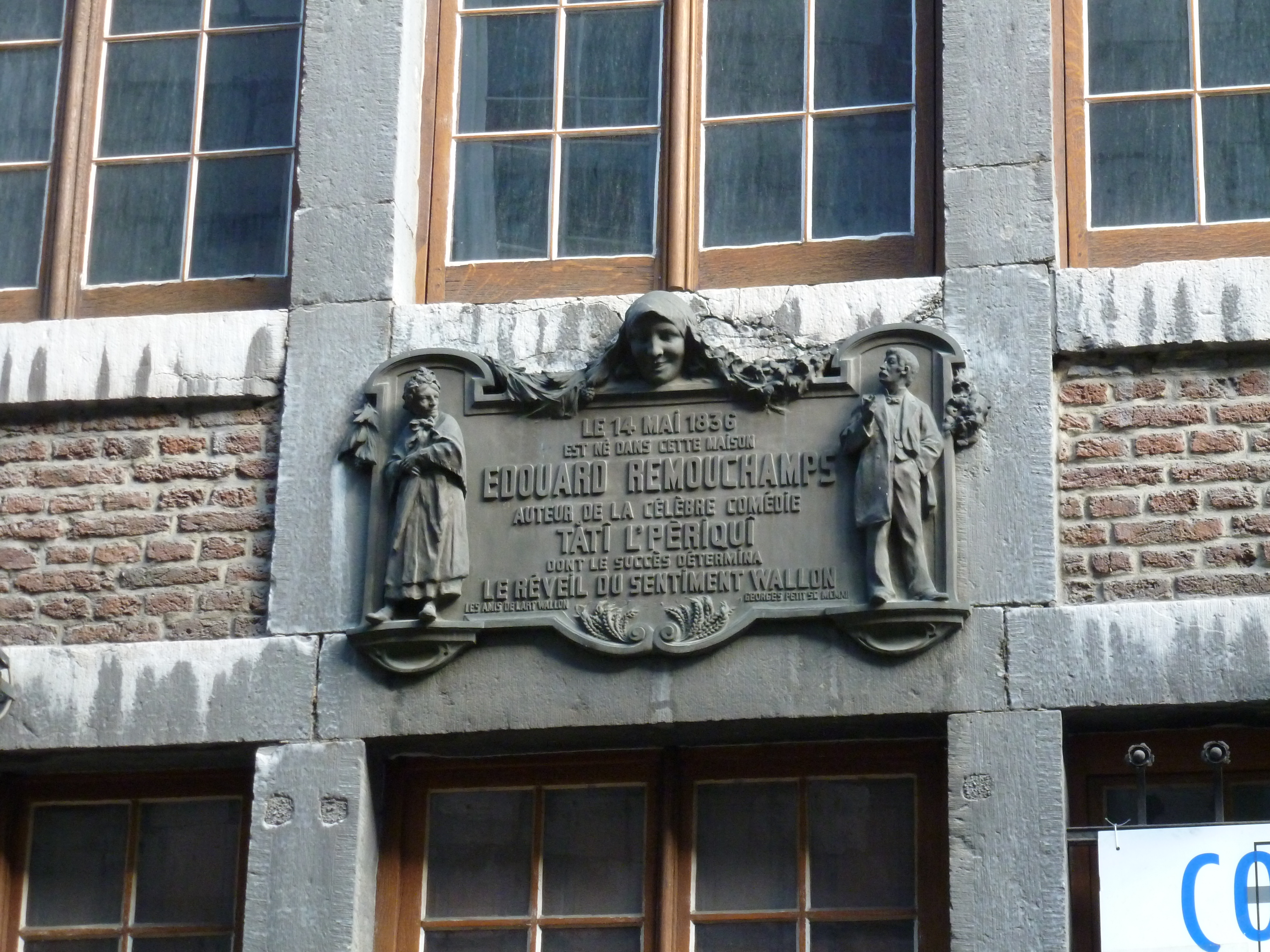
Mémorial Édouard Remouchamps par Georges Petit au no 44 de la rue du Palais.

Élève de Prosper Drion, de Jean Herman et de Frans Vermeylen, il a lui-même été professeur de sculpture statuaire à l'académie des beaux-arts de Liège. Georges Petit a occupé la scène artistique liégeoise depuis 1901, date de ses premières œuvres, jusqu'à la guerre de 1940. Cette position, il la devait aux commandes officielles qui lui sont tôt venues d'institutions et d'organismes publics ; mais Georges Petit l'a surtout acquise grâce à une maîtrise précoce de son art, à une sensibilité sans cesse en éveil, à une vertu de méditation qui transformait l'anecdote ou le quotidien en symbole universel.
Il a utilisé trois grands modes d'expression: la sculpture, la peinture et la médaille.
La guerre de 1914-1918, va émouvoir sa sensibilité, mûrir son talent et lui donner cet accent de grandeur tragique qui est un des éléments permanents de son œuvre. C'est la Cassandre de 1918, La Guerre, La Marne, Verdun, c'est aussi La Victoire et tandis que les combats font rage, l'espérance continue à habiter le cœur de l'artiste avec Avril (1917) ou La Terre (1917). Aussi, on se tourne vers Georges Petit après 1918, pour inscrire dans la pierre ou le bronze le souvenir des blessures, des sacrifices et des morts. Des générations ont entendu, chaque année, l'appel aux morts devant le Mémorial de l'Athénée de Liège à ses élèves et anciens élèves morts pour la Patrie qu'il a sculpté en 1921. De cette période d'intense création patriotique, Georges Petit va faire jaillir le chef-d'œuvre, ce Monument de la Défense du fort de Loncin ; c'est lui qui édifie également le monument à Nicolas Pietkin à Malmedy
Georges Petit a toujours été profondément attaché au terroir wallon. Pour preuve la médaille Le Coq wallon, le Mémorial Édouard Remouchamps qui orne la maison natale de l'auteur wallon rue du Palais à Liège. Dans le registre épique et lyrique: Liège résiste aux barbares, la Belgique répare les désastres de la guerre, la France honore Liège  L'étreinte fraternelle de la France et de Liège devant le Perron de l'hôtel de ville a la fougue et la grâce des effusions des cœurs les plus aimants!
De 1919 à 1944, il est professeur de sculpture statuaire à l'Académie royale des beaux-arts de Liège.
Il est inhumé à Tihange.

## Réalisations
- 1912 : Mémorial Édouard Remouchamps, no 44 rue du Palais, Liège
- 1921 : Mémorial de l'Athénée royal de Liège à ses élèves et anciens élèves morts pour la Patrie, Liège
- 1927 : Mémorial Auguste Donnay, Mery(Esneux)[2]
- 1930 : Trois panneaux en bronze placées sur la fontaine de la Tradition, place du Marché, Liège
- Stèle à la mémoire de Louis Boumal, parc de la Boverie, Liège
- Monument de la Défense du fort de Loncin, fort de Loncin
- Médaillon sur la tombe de Ferdinand Eymael, neveu d'Adolphe Eymael, cimetière de Robermont, Liège.